# Helmut Weikart
Helmut Weikart (* 25. April 1917 in Bremen; † 6. Dezember 1993) war ein deutscher Politiker der SPD.

## Ausbildung und Beruf
Helmut Weikart besuchte die Volksschule und anschließend die Berufsschule. Er diente von 1936 bis 1945 in der Kriegsmarine, zuletzt als Obersteuermann. Nach dem Kriege begann er eine Maurerlehre, die er 1948 mit der Gesellenprüfung abschloss. 1953 legte er die Meisterprüfung ab. Von 1957 bis 1959 besuchte er einen Abendlehrgang an der staatlichen Technikerschule Hagen. 1969 bis 1970 folgte ein Baumeisterlehrgang an der Handwerkskammer Dortmund. Bis 1957 arbeitete Weikart als Maurer, von 1957 bis 1964 als Bautechniker und ab 1964 war er als Bauführer tätig.

## Politik
Helmut Weikart war ab 1950 Mitglied der SPD. Er fungierte ab 1963 als SPD-Ortsvorsitzender in Dortmund-Berghofen. Von 1964 bis 1970 war er Ratsmitglied der Stadt Dortmund. Mitglied der Industriegewerkschaft Bau-Steine-Erden war Weikart ab 1946; ab 1950 dann Mitglied der Industriegewerkschaft Metall. 
Helmut Weikart war vom 26. Juli 1970 bis zum 28. Mai 1980 direkt gewähltes Mitglied des 7. und 8. Landtages von Nordrhein-Westfalen für den Wahlkreis 111 Dortmund III.